# Боболице (гмина)
Боболице (пол. Bobolice) — гмина (волость) в Польше, входит как административная единица в Кошалинский повет, Западно-Поморское воеводство. Население — 10 006 человек (на 2005 год).

## Соседние гмины
1. Гмина Маново
2. Гмина Полянув
3. Гмина Свешино
4. Повет-кошалиньски
5. Гмина Тыхово
6. Повет-бялогардзки
7. Гмина Бялы-Бур
8. Гмина Гжмёнца
9. Гмина Щецинек
10. Повет-щецинецки